# Smokehouse Pictures
Smokehouse Pictures è una casa di produzione cinematografica fondata il 1º agosto 2006 dall'attore George Clooney e dall'attore e sceneggiatore Grant Heslov.
Il rapporto tra Clooney ed Heslov si è consolidato durante gli anni di lavoro presso la Section Eight Productions, casa di produzione cinematografica di Clooney e Soderbergh per la quale Heslov era presidente del settore televisivo.
Il nome Smokehouse deriva dal nome di un locale vicino agli studi Warner, lo Smoke House Restaurant, al quale Clooney era solito pranzare durante le riprese di E.R. - Medici in prima linea.